# خوان گونزالز
خوان گونزالز (انگلیسی: Juan González؛ زادهٔ ۲۷ مهٔ ۱۹۷۲) بازیکن فوتبال اهل اروگوئه است.
از باشگاه‌هایی که در آن بازی کرده‌است می‌توان به باشگاه فوتبال اتلتیکو مادرید، باشگاه فوتبال ناسیونال اروگوئه، باشگاه فوتبال رئال اویدو، باشگاه فوتبال گرانادا، و باشگاه فوتبال سرو اشاره کرد.
وی همچنین در تیم ملی فوتبال اروگوئه بازی کرده‌است.